# (125) Liberatrix
(125) Liberatrix est un astéroïde de la ceinture principale découvert par Prosper-Mathieu Henry le 11 septembre 1872. Il est membre de la famille qui porte son nom, sous-groupe de la ceinture principale d'astéroïdes.

## Nom
Son nom serait donné d'après Adolphe Thiers, mais ce n'est pas une certitude ; Jeanne d'Arc serait une autre possibilité, bien que (127) Johanna soit déjà nommé d'après elle.

## Compléments